# لونشتدت
لونشتدت (به آلمانی: Lunestedt) یک منطقهٔ مسکونی در آلمان است که در بفرشتدت واقع شده‌است. لونشتدت ۲٬۵۶۵ نفر جمعیت دارد.